# Arroyo San Luis Obispo
El Arroyo San Luis Obispo (en inglés: San Luis Obispo Creek) es un río menor en el condado de San Luis Obispo, California al sur de Estados Unidos.
Las cabeceras del arroyo San Luis Obispo se encuentran en las montañas de Santa Lucia cerca de Cuesta Grade, a su paso por la ciudad de San Luis Obispo , y desemboca en el Océano Pacífico , al oeste de la playa Ávila. El arroyo tiene 15 millas (24 kilómetros) de largo y drenajes de 84 millas cuadradas (220 km²). Sus once afluentes son los arroyos Brizziolari, Stenner, Reservoir Canyon, Prefumo, Castro, Davenport, Froom, See Canyon y East Fork San Luis Obispo.
Varias barreras a la migración de los peces se han creado en San Luis Obispo Creek y sus afluentes , desde el desarrollo de la ciudad de San Luis Obispo.